# 루시 리만
루시 리만(Lucy Liemann, 1973년 11월 24일 ~ )은 영국의 배우, 영화배우이다.
바닛 구에서 태어났다.

## 방송
- 아가사 레이즌

## 영화
- 슈팅 어스 (2010년) - 나지 역
- 휴즈 (2010년)
- 본 얼티메이텀 (2007년) - 루시 역
- 사생활 (2006년)
- 아가사 크리스티 : 명탐정 포와로 (1989년)